# Secamone socotrana
Secamone socotrana är en oleanderväxtart som beskrevs av Isaac Bayley Balfour. Secamone socotrana ingår i släktet Secamone och familjen oleanderväxter. Inga underarter finns listade i Catalogue of Life.